# الدوقية الجذرية

الإمبراطورية الرومانية المقدسة حوالي عام 1000
----
دوقية ساكسونيا
لورين السفلى
لورين العليا
دوقية فرانكونيا
دوقية سوابيا
دوقية بافاريا

تُعرف الدوقية القبلية (الألمانية: Stammesherzogtum، من جذر، بمعنى "قبيلة"، في إشارة إلى الفرنجة والساكسونيين والبافاريين والألمان) بأنها دوقية تابعة للمملكة الألمانية وقت انقراض سلالة كارولينج (وفاة لويس الطفل في 911) ومن خلال الفترة الانتقالية التي أدت إلى تشكيل سلالة أوتون. فقد حل الكارولنجيون الدوقات القبلية الأصلية للإمبراطورية في القرن الثامن. مع تدهور الإمبراطورية الكارولنجية، اكتسبت المناطق القبلية القديمة هويات جديدة. وكانت الدوقات الخمسة القبلية (وتسمى أحيانًا "الدوقات القبلية الأحدث" بالمقارنة مع الدوقات القبلية ما قبل الكارولنجية) هي بافاريا، فرانكونيا، لورين (لورينجيا)، ساكسونيا وسوابيا (ألمانيا) وقد حافظ الملوك الساليون (حكموا 1027–1125) على الدوقات القبلية كتقسيمات رئيسية لألمانيا، ولكن أصبحت الدوقات القبلية تدريجيًا غير ذات صلة خلال الفترة المبكرة من العصور الوسطى تحت الهوفنشتاوفن، وأخيرًا ألغاها فريدريك بارباروسا في 1180 لصالح دوقات إقليمية أكثر عددًا.
يشير مصطلح Stammesherzogtum كما هو مستخدم في المؤرخين الألمان إلى منتصف القرن التاسع عشر، ومنذ البداية كان مرتبطًا بشكل وثيق بمسألة التوحيد الوطني. وبالتالي، فإن تطبيق المصطلح وطبيعة الدوقات القبلية في ألمانيا الوسطى لها تاريخ طويل من الجدل.
الترجمة الإنجليزية الحرفية أو الاتيمولوجية المفرطة "الدوقية الجذرية" تم تكوينها في أوائل القرن العشرين. في حين أن المؤلفين لاحقين يميلون إلى توضيح المصطلح باستخدام الترجمة البديلة "قبيلة"، فقد أصبح استخدام مصطلح "الدوقات الجذرية" معتادًا.

## القبائل الألمانية (Stämme)

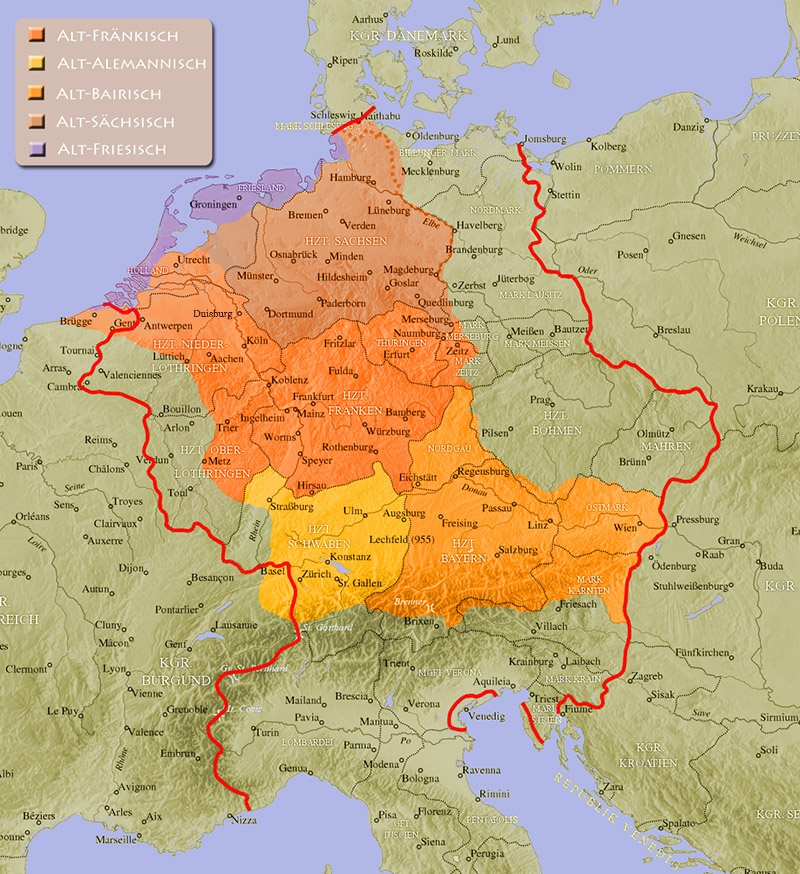
خريطة لغوية لاللغة الألمانية العليا القديمة (سوابية وباڤارية)، الفرنكية القديمة، الساكسونية القديمة والفرزيانية القديمة في عهد أوتو الأول، القرن العاشر

نشأت فكرة اشتقاق الشعب الألماني من عدد من القبائل الألمانية (Deutsche Stämme; Volksstämme) في المؤرخين والأنثروبولوجيا الألمان في القرنين الثامن عشر والتاسع عشر. هذا المفهوم للـ"جذور" الألمانية يتعلق بالفترة المبكرة والعالية من العصور الوسطى ويجب التمييز بينه وبين مفهوم القبائل الجرمانية في العصور القديمة المتأخرة. تم أحيانًا التمييز بين "الجذور القديمة" (Altstämme)، والتي كانت موجودة في القرن العاشر، و"الجذور الحديثة" (Neustämme)، والتي ظهرت في العصور الوسطى العليا نتيجة التوسع الشرقي. الحد الفاصل بين المفهومين ضبابي بطبيعته، وبالتالي فإن هذا المفهوم له تاريخ من الجدل السياسي والأكاديمي.
الكلمات Stamm، Nation أو Volk التي تُستخدم بشكل متنوع في المؤرخين الألمان الحديثين تعكس الكلمات اللاتينية الوسطى gens، natio أو populus في المواد المصدرية.
يعتبر المؤرخون الألمان التقليديون أن هناك ستة Altstämme أو "جذور قديمة"، وهي البافاريون، الساكسونيون (الألمانون)، الفرنجة، الساكسونيين، الفرسيون وتورينغيون. جميع هذه القبائل دُمجت في الإمبراطورية الكارولنجية بحلول نهاية القرن الثامن. فقط أربع منها ممثلة في الدوقات الجذرية لاحقًا؛ فقد تم دمج دوقية تورينغيا السابقة في ساكسونيا في 908 بينما تم ضم مملكة الفرسيون السابقة إلى الفرنجية بالفعل في 734. تم تسجيل قوانين هذه المجموعات القبلية أو العرفية في الفترة المبكرة من العصور الوسطى (قانون البافاريون، قانون الألمانون، القانون السالي والقانون الروري، قانون الساكسونيين، قانون الفرسيون وقانون التورينغيون). ظل القانون الفرانكوني والساكسوني والسوابي ساريًا وتنافس مع القانون الإمبراطوري حتى القرن الثالث عشر.
قائمة "الجذور الحديثة" أو Neustämme أقل وضوحًا وتخضع لتغيرات كبيرة؛ تتضمن المجموعات التي تم سردها ضمن هذا العنوان ماركيزي براندنبورغ، لاوسيتزر، ميكلنبرغر، الساكسونيين العلويين، البوميرانيين، السيليزيين، والبروسيين الشرقيين، تقريبًا تعكس نشاط الاستيطان الألماني خلال القرنين الثاني عشر إلى الخامس عشر.
استخدام كلمة Stämme، "القبائل"، بدلًا من Völker "الأمم، الشعوب"، ظهر في أوائل القرن التاسع عشر في سياق مشروع التوحيد الألماني. كارل فريدريش إيخهورن في 1808 لا يزال يستخدم Deutsche Völker "الأمم الألمانية". فريدريش كريستوف دالمان في 1815 طلب وحدة الأمة الألمانية (Volk) في قبائلها (in seinen Stämmen). أصبحت هذه المصطلحات معيارية وتعكسها مقدمة دستور فايمار لعام 1919، والتي تقرأ Das deutsche Volk, einig in seinen Stämmen [...] "الأمة الألمانية (الشعب)، متحدة في قبائلها [...]".
يتم الاعتراف بتكوين السكان الألمان من هذه الجذور أو القبائل كواقع تاريخي في المؤرخين المعاصرة، بينما يتم التأكيد بشكل متكرر على أنه يجب التعامل مع كل منها كحالة فردية لها تاريخ مختلف في التشكل العرقي، على الرغم من أن بعض المؤرخين قد أعادوا استخدام مصطلح "الشعوب" (Völker) بدلًا من "القبائل" (Stämme).
الانقسام لا يزال مستخدمًا حاليًا في التصنيف السابق لللهجات ألمانية إلى اللهجة الفرانكونية، اللهجة السوابية، اللهجة التورينغية، اللهجة البافارية واللهجة الساكسونية المنخفضة (بما في ذلك الفريسية-الساكسونية، مع اعتبار اللغات الفريسية لغة منفصلة). في الدولة الحرة لبافاريا، لا يزال الانقسام إلى "جذور باڤارية" (bayerische Stämme) مستخدمًا حاليًا لسكان الباڤارية القديمة (الباڤارية الأصلية)، فرانكونيا وسوابيا.

## الفرنكية الشرقية
قالب:مراجع إضافية
ضمن الفرنكية الشرقية كانت هناك دوقات كبيرة، تُسمى أحيانًا "ممالك" (regna) بعد وضعها السابق، والتي كانت لديها مستوى معين من الوحدة الداخلية. من أوائل هذه الدوقات ساكسونيا وبافاريا، التي تم غزوها بواسطة شارلمان، وألمانيا، التي وضعت تحت الإدارة الفرنجية في 746. في المؤرخين الألمان تُسمى هذه الدوقات jüngere Stammesherzogtümer، أو "الدوقات القبلية الأحدث"، على الرغم من أن مصطلح "الدوقات الجذرية" شائع في اللغة الإنجليزية. تُسمى الدوقات غالبًا "الأحدث" (الجديدة، الأحدث، إلخ) لتمييزها عن الدوقات القديمة التي كانت دويلات تابعة للملوك المرافنجيين. المؤرخ هيرفيغ وولفام أنكر أي فرق حقيقي بين الدوقات الجذرية القديمة والحديثة، أو بين الدوقات الجذرية لألمانيا والدوقيات الإقليمية المماثلة في أجزاء أخرى من الإمبراطورية الكارولنجية:
أحاول دحض النظرية المقدسة بأكملها عن الاختلاف بين بدايات principautés territoriales الغرب-الفرنسية، "الفرنسية"، والدوقات الجذرية الشرق-الفرنسية، "الألمانية". بالتأكيد، ظهرت أسماؤها بالفعل خلال فترة الهجرات. ومع ذلك، تغيرت هياكلها السياسية والبيولوجية بشكل متكرر. لقد دحضت أيضًا الاختلاف الأساسي بين所谓的 älteres Stammesfürstentum [الدوقات القبلية الأقدم] وjüngeres Stammesfürstentum [الدوقات القبلية الأحدث]، لأنني أعتبر الدوقات قبل وبعد شارلمان كانت في الأساس نفس المؤسسة الفرنجية...

بعد تقسيم المملكة في معاهدة فيردون (843)، معاهدة ميرسين (870)، ومعاهدة ريبمونت (880)، تشكلت الفرنكية الشرقية أو الفرنكية الشرقية من بافاريا وألمانيا وساكسونيا مع الأجزاء الشرقية من الأراضي الفرنجية. تقسمت المملكة في 864–865 بين أبناء لويس الألماني، بشكل رئيسي على خطوط القبائل. سرعان ما تفككت السلطة الملكية بعد 899 تحت حكم لويس الطفل، مما سمح للحكام المحليين بإعادة الدوقات ككيانات مستقلة وحكم قبائلهم تحت السلطة العليا للملك.

## الإمبراطورية الرومانية المقدسة

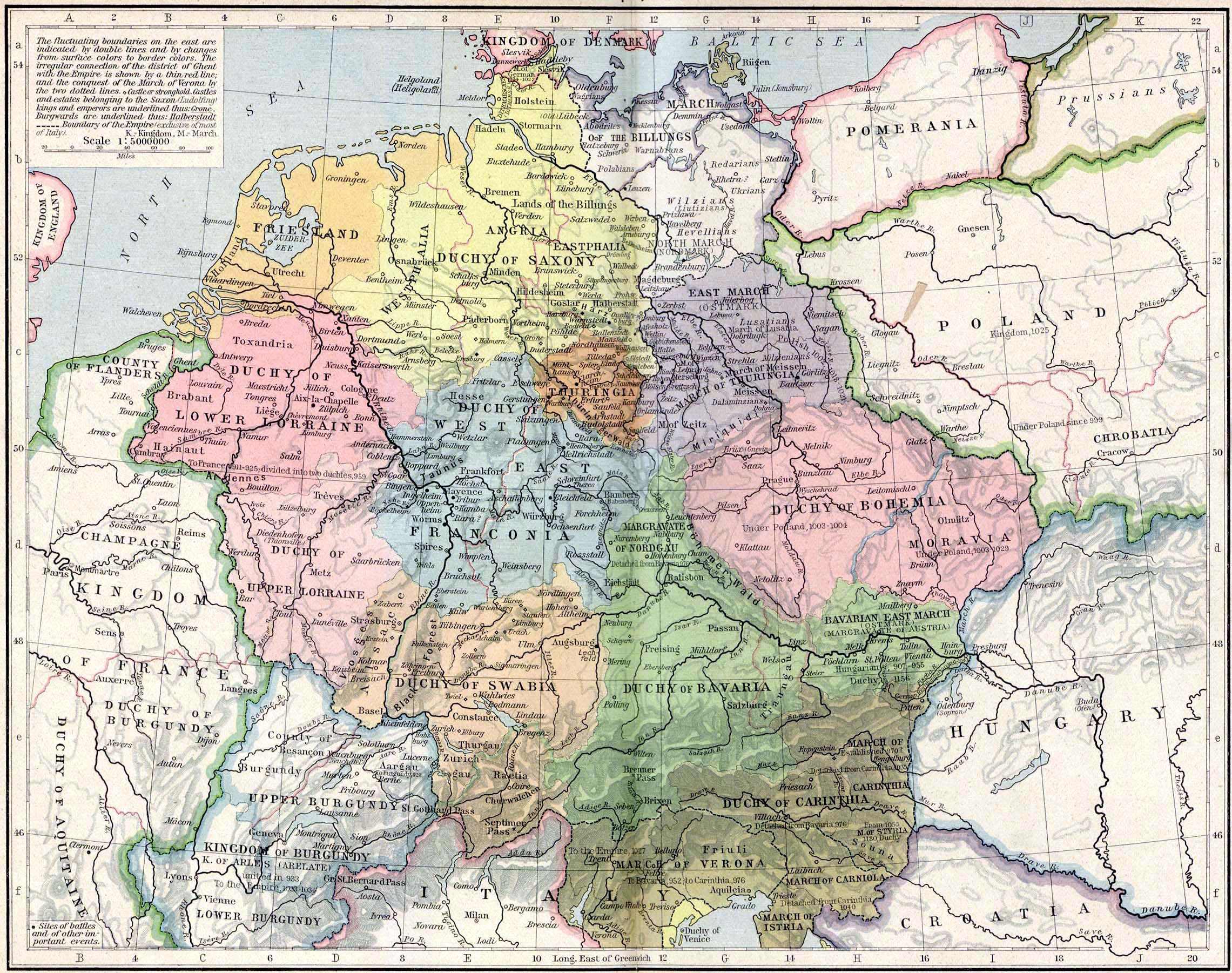
مملكة الفرنجة الشرقية (919–1125) مع الدوقات الجذرية لاحقًا:
ساكسونيا باللون الأصفر، فرانكونيا بالأزرق، بافاريا بالأخضر، سوابيا بالبرتقالي الفاتح، ولورينجيا بالوردي

بعد وفاة الكارولنجي الأخير، لويس الطفل، في 911، اعترفت الدوقات الجذرية بوحدة المملكة. اجتمع الأمراء وانتخبوا كونراد الأول ليكون ملكهم.
وفقًا لنظرية تيلنباخ، أنشأ الأمراء الدوقات خلال حكم كونراد. لم يحاول أي دوق إنشاء مملكة مستقلة. حتى بعد وفاة كونراد في 918، عندما تم الطعن في انتخاب هنري الفوكر، خصمه، أرنولف، دوق بافاريا، لم يقم بتأسيس مملكة منفصلة بل طالب بالمملكة بأكملها، قبل أن يُجبر من قبل هنري على الخضوع للسلطة الملكية.
ربما حتى أصدر هنري قانونًا يحدد أن المملكة ستكون موحدة من بعده. استمر أرنولف في حكمها كملك حتى بعد استسلامه، ولكن بعد وفاته في 937 تم إلحاقها بسرعة بالسيطرة الملكية من قبل ابن هنري أوتو العظيم.
عمل الإوتونيون على الحفاظ على الدوقات كمناصب تابعة للتيجان، ولكن بحلول حكم هنري الرابع جعل الأمراء منها وظائف وراثية.
كانت الدوقات الجذرية الخمسة هي:
فرانكونيا (حتى 939)عائلة كونرادين، القريبة من المحكمة الملكية، حصلت على الهيمنة الدوقية في فرانكونيا لكنها لم تتمكن أبدًا من توحيد المنطقة. لم تشمل فرانكونيا كامل الأراضي القبلية للفرنجة، التي أصبحت تُعرف باسم أوسترازيا، وتم تقسيمها إلى ثلاث أجزاء في معاهدة فيردون عام 843، حيث أصبحت الأجزاء الأخرى لورينجيا وقلب مملكة فرنسا، على التوالي. بعد الحصول على الملكية في 911، اضطر الكونرادين إلى التخلي عن التاج لعائلة ليودولفينغ الساكسونية. بعد تمرد فاشل، تم عزل الكونرادين وتم تحويل الدوقية إلى أرض تابعة للتاج. تفتت المنطقة إلى مجموعة من الأراضي النبيلة والإمارات الدينية في وقت مبكر من 939 ولم تُعاد تشكيلها ككيان سياسي أو تقسيم إداري. لم تُحافظ فرانكونيا أيضًا على هويتها الثقافية أو اللغوية؛ توزّع لهجات فرانكونيا الآن على طول السلسلة اللهجية المعروفة باسم "مروحة الراين"، وتُقسم إلى فروع الفرانكونية العليا، الفرانكونية الوسطى والفرانكونية الدنيا ولهجاتها الفرعية.
لورينجيا (حتى 959)كمكون مركزي في المملكة الفرنجية وذات هوية قبائلية بشكل أساسي الفرنجة، تم فصل لورينجيا عن أوسترازيا كجزء من مملكة الفرنج الوسطى في 843، وتنظيمها كدوقية في 903. ظلت تغيّر مواقعها بين المملكة الشرقية والغربية حتى 939، عندما تم دمجها بشكل ثابت في الملكية الشرقية. في 959 تم تقسيم الدوقية إلى لورين السفلى (التي تفتت لاحقًا إلى المقاطعات والدوقات الهولندية (التي تضم الآن بلجيكا، هولندا، ولوكسمبورغ) فقط لتُعاد توحيداها لاحرًا بواسطة دوقات بورغوندي) ولورين العليا (جزء من التي تطورت إلى المنطقة الفرنسية المعروفة باسم لورين). بقيت لورين السفلى دوقية في الإمبراطورية الرومانية المقدسة حتى 1190، عندما انتقلت إلى دوقات برابانت.
سوابيا (حتى 1268)كانت ألمانيا مرتبطة بشكل nominal بالمملكة الفرنجية منذ نهاية القرن الخامس، لكنها أصبحت دوقية تحت السيطرة الفرنجية المباشرة فقط في 746. استُخدمت الكلمتان ألمانيا وسوابيا بشكل متبادل تقريبًا خلال العصور الوسطى العليا. عائلة هونفريدنج التي كانت مقرها في تورغاو ارتفعت أولًا إلى منصب الدوقات لكنها سرعان ما فقدت الحكم في صراعها مع الملوك الليودولفينغ. بعد عدة عائلات، انتقلت الدوقية إلى عائلة الهوفنشتاوفن في 1079. ارتفاعهم إلى الملك جعل سوابيا قاعدة ملكية، لكن سقوطهم في القرن الثالث عشر ترك سوابيا في حالة فوضوية كاملة، مع تفككها إلى فителسباخ، فورتمبيرغ، وهابسبورغ، حيث واجهت الأخيرة بعد فترة قصيرة انفصال الكونفدرالية السويسرية القديمة. استمرت منطقة سوابيا الأساسية في وجودها كمقاطعة فورتمبيرغ، التي رُفعت إلى وضع دوقية في 1495، والتي بدورها أصبحت مملكة فورتمبيرغ داخل ألمانيا في القرن التاسع عشر.
ساكسونيا (حتى 1296)عائلة الليودولفينغ، التي كانت تعمل لفترة طويلة في إدارة ساكسونيا، ارتفعت إلى منصب الدوقات وحتى الملوك بعد 919. في القرن الحادي عشر، حكمت الدوقية البيلونغ. بعد 1137، سيطر بيت الجلفين على الدوقية. أدى سقوط الدوق هنري الأسد في 1180 إلى تفكيك الدوقية، وفصل دوقية ويستفاليا ودوقية براونشفايغ-لنيبورغ، وترك دوقية ساكسونيا الأساسية على نهر إلبه، التي تم منحها إلى الأسكانين. تم في النهاية تقسيم هذا الجزء إلى ساكسونيا-لاوينبورغ وساكسونيا-فيتنبيرغ في 1296، حيث رُفعت الأخيرة إلى وضع إمارة انتخابية في 1356، والتي أصبحت مستقلة كمملكة ساكسونيا بعد تفكك الإمبراطورية الرومانية المقدسة.
بافارياعائلة الليوتفولدينغ، المسؤولة عن دفاع marches of Carinthia، ارتفعت إلى منصب الدوقات. تبعتها فرع من السلالة الليودولفينغية وأخيرًا الجلفين، حيث أدى صراعهم مع ملوك الهوفنشتاوفن إلى حرمان بافاريا من النمسا (1156)، شتايرمارك وتيرول (1180). تم منح الدوقية المُصغرة إلى عائلة فителسباخ. ظلت بافاريا تحت سيطرة عائلة فителسباخ حتى الحرب العالمية الأولى، على الرغم من أنها تقسم مرارًا وتكرارًا إلى دوقات فرعية بين فروع العائلة خلال القرنين الثالث عشر إلى الخامس عشر، وأُعيد توحيداها تحت ألبرت الرابع، دوق بافاريا في 1503. في 1623، رُفعت إلى وضع إمارة انتخابية، وبعد تفكك الإمبراطورية الرومانية المقدسة أصبحت مستقلة كمملكة بافاريا.

## التراث
أدى التاريخ السياسي المعقد للإمبراطورية الرومانية المقدسة خلال العصور الوسطى إلى تقسيم أو إلغاء معظم الدوقات التي نشأت في العصور الوسطى المبكرة.
فريدريك بارباروسا في 1180 ألغى نظام الدوقات الجذرية لصالح دوقات إقليمية أكثر عددًا.
دوقية بافاريا هي الدوقية الجذرية الوحيدة التي انتقلت إلى دوقية إقليمية، وظهرت في النهاية كالدولة الحرة لبافاريا داخل ألمانيا الحديثة.
ظهرت بعض الدوقات الجذرية الأخرى كتقسيمات للإمبراطورية الرومانية المقدسة؛ وهكذا، إمارة انتخابية ساكسونيا، على الرغم من عدم استمرارها مباشرة من دوقية ساكسونيا، تُعطي أصل الدولة الحديثة ساكسونيا. أما الدوقات فرانكونيا وسوابيا، فمن ناحية أخرى، فقد تفتتت وتمثّل بشكل غامض فقط المناطق المعاصرة سوابيا وفرانكونيا. دوقية دوقية تورينغيا المرافينجية لم تصبح دوقية جذرية في الإمبراطورية الرومانية المقدسة ولكن تم تخفيضها إلى مقاطعة تابعة لساكسونيا في 908، والدولة الحديثة تورينغيا تأسست في 1920.